# Viggiano
Viggiano és un municipi italià, dins de la província de Potenza. Limita amb els municipis de Calvello, Corleto Perticara, Grumento Nova, Laurenzana, Marsicovetere i Montemurro.